# عظماني
في علم الأنسجة ، عظماني (بالإنجليزية: Osteoid)‏ هو الجزء العضوي غير الممعدن في مصفوفة العظم التي تتكون قبل نضوج النسيج العظمي.
تبدأ الخلايا بانيات العظم عملية تشكيل أنسجة العظام عن طريق إفراز العظمانيات على شكل عدة بروتينات محددة. عندما يُمَعدن العظماني، فإنه يتطور مع الخلايا العظمية المجاورة إلى أنسجة عظمية جديدة.
العظماني يشكل نحو 50% من حجم العظام و 40% من وزن العظام. وهو يتألف من الألياف والمادة القاعدية. السائد من الألياف هو النوع الأول من الكولاجين ويتألف من تسعين في المئة من العظماني. وتتكون المادة القاعدية معظمها من سلفات الكوندرويتينوأوستيوكالسين.

## الاضطرابات
عندما تكون المعادن في الغذاء غير كافية أو عندما تختل وظيفة الخلايا بانيات العظم، لا يتمعدن العظماني بشكل صحيح فيتراكم وجوده. ينجم عن هذا الاضطراب:
1. الكساح عند الأطفال
2. لين العظام عند الكبار.

في أحوال نادرة جدا، يحدث في الخلايا البدائية المتحولة من اللحمة المتوسطة تمايز في خلايا بناء العظم ، فتُنتج عظماني خبيث (malignant)، مما يؤدي إلى تشكيل سرطان العظم الأولي الخبيث المعروف باسم الساركوما العظمية أو الورم الغرني العظمي (osteogenic sarcoma). هذا الورم الخبيث غالبا ما يتطور في مرحلة المراهقة خلال فترات تشكيل العظماني السريع (و يشار إليه باسم : طفرات النمو growth spurts).

## روابط خارجية
- صورة تشريحية: 69_03 في مركز جامعة أوكلاهوما للعلوم الصحية. - "Bone, femur"
- Dr. Susan Ott's website on osteomalacia